# Calliope pectardens
Calliope pectardens é uma espécie de ave da família Muscicapidae.
Pode ser encontrada nos seguintes países: Bangladesh, China, Índia e Myanmar.
Os seus habitats naturais são: florestas temperadas.
Está ameaçada por perda de habitat.